# Соларни панели (МСС)
Електрична енергија је најкритичнији ресурс на Интернационалној свемирској станици, зато што струја омогућава посади да живи удобно, да безбедно рукује станицом и да врши научне експерименте. Било да се користи за погон система за одржање живота, за грејање пећи за производњу кристала, или за мрежу компјутера, електрична енергија је неопходна.
Систем за електричну енергију (енгл. electrical power system (EPS)) ће користити осам фотонапонских сунчаних панела за претварање сунчане енергије у електричну енергију.